# 大根川 (古賀市)
大根川（だいこんがわ）は、福岡県古賀市を流れ玄界灘に注ぐ二級河川。下流部は花鶴川（かづるがわ）とも呼ばれる。

## 地理
福岡県古賀市薦野の西山（鮎坂山）に源を発し西に流れ、古賀市古賀より玄界灘に注ぐ。（古賀市花鶴丘で支流の谷山川と合流し花鶴川と名を変える。）

## 主な支流
- 谷山川 - 延長6.96km[1]
- 青柳川 - 延長3.23km[1]
- 薬王寺川 - 延長3.89km[1]
- 米多比川[注釈 2] - 延長1.77km[1]

## 流域の自治体
福岡県
古賀市

## 名称の由来
平安時代に空海（弘法大師）諸国行脚の途中に筵内に寄った時に「南無阿弥陀仏」（空海は真言宗なので鎌倉時代に親鸞が開祖である浄土真宗の念仏を唱えるわけがないので信ぴょう性はない）と唱えながら金剛杖をついた空海が大根川の上流に差し掛かり、空腹になったので橋の上から水面を眺めていたら、1人の老婆が大根を洗っていたので、分けて欲しいと頼んだが老婆は空海が偉い僧侶と知らず、またみすぼらしい格好だったので、怒って川の水を掛けた。空海は吃驚したが、もう1度頼んだ。しかし、老婆は顔を真っ赤にして石を投げ、その石が空海の顔に当たって血が流れた。空海は静かに「人面如夜叉」と唱え、杖を3度地面についた。空海は見た目だけで相手を判断して応対する態度に激怒し、戒めのために大根川の水を干上がらせてた。この逸話から「大根川」という名前がついた。それからの毎年大根を洗う季節になると筵内では老婆の戒めのために水が表面を流れなくなるという。

## 水害
1953年（昭和28年）6月の西日本水害では大根川などの氾濫により古賀市において床上浸水133棟、床下浸水328棟、被災者総数2,313人もの被害があった。1985年、1999年にも豪雨による被害を受けている。